# Flávio Venturini
Flávio Hugo Venturini (Belo Horizonte, 23 de julho de 1949) é um cantor, tecladista, pianista e compositor brasileiro.

## Biografia
Flávio descobriu a música aos 3 anos de idade e aos 15 começou sua formação musical. Acordeon foi o seu primeiro instrumento. Logo depois ganhou de seu pai um piano, e assim começou seus estudos na Fundação de Educação Artística de Belo Horizonte, onde estudou percepção musical e piano.

### Carreira
Foi revelado nos anos 1970 pelo movimento Clube da Esquina, que também revelou Milton Nascimento, Lô Borges, Beto Guedes, entre outros.
Participou do grupo musical O Terço, entre 1974 e 1976, antes de criar em 1979 o grupo 14 Bis, pelo qual fez sucesso entre 1980 e 1989, quando saiu do grupo para seguir carreira solo, também com grande sucesso.
Entre seus principais sucessos, como compositor ou intérprete, estão "Todo Azul do Mar", "Linda Juventude", "Planeta Sonho", "Nascente", "Nuvens", "Espanhola" (parceria com Guarabyra, da dupla Sá e Guarabyra), que é sua música mais conhecida e foi um grande hit entre 1986 e 1987; e "Mais Uma Vez" (parceria com Renato Russo, líder da Legião Urbana, que foi gravada originalmente pelo 14 Bis em 1987 e ganharia uma nova versão em 2003, apenas com a voz de Renato e incluída na trilha sonora da telenovela Mulheres Apaixonadas). Da carreira-solo, destacam-se, entre outras músicas, "Princesa", "Besame", "Céu de Santo Amaro" e "Noites com Sol".
Iniciou em 2015 o projeto “Encontro Marcado com Sá & Guarabyra e 14 Bis”, que foi registrado em CD e DVD.
Em 2020, lançou Paisagens sonoras – Volume 1, com parcerias com Ronaldo Bastos, Nilson Chaves e Luiz Carlos Sá.

### Vida pessoal
Flávio Venturini, na infância,  foi coroinha da Igreja Católica. Também já foi militar e jogador de futebol.
É irmão do também músico Cláudio Venturini.
É torcedor do América-MG.

## Entrevistas
Em 2005, Flávio forneceu uma entrevista ao Museu da Pessoa , descreve qual foi sua principal inspiração para sua trilha no mundo da música e também como foi seu começo desse caminho durante sua juventude.
"Essa coisa toda dos Beatles eu acho que me fez realmente, me levou para música; tinha aquele sonho de um dia tocar em algum grupo, alguma banda, sei lá. Sentou atrás de mim um amigo, um grande amigo até hoje; um ator aqui de Belo Horizonte, chamado Kimura. Ele tocava uma gaitinha, sentava atrás de mim; tinha um piano no corredor da escola e a gente, nos intervalos, ficava ali fazendo um som. Eu tinha começado a estudar piano um pouquinho, tinha ganhado um acordeom. O primeiro instrumento tinha sido um acordeom que a minha mãe me deu também, que foi a minha iniciação mesmo com a teoria musical, porque eu tinha aulas. Meu pai tinha um restaurante e nesse restaurante tinha um piano, tinha som à noite; tocava um trio, Piano Bar mesmo. Eu ia para lá de tarde, começava a tocar."— Flávio Venturini Em entrevista ao Museu da Pessoa

## Discografia

### Clube da Esquina
- 1978 - Clube da Esquina ll

### O Terço
- 1974 - Criaturas da Noite (Underground/Copacabana) 100.000
- 1975 - Casa Encantada (Underground/Copacabana)
- 2007 - O Terço Ao Vivo (Som Livre)
- 2015 - O Terço 3D (Visom/Canal Brasil)

### 14 Bis
- 1979 - 14 Bis 70.000
- 1980 - 14 Bis II
- 1981 - Espelho das Águas
- 1982 - Além Paraíso
- 1983 - A Idade da Luz
- 1985 - A Nave Vai
- 1987 - Sete
- 1988 - Ao Vivo

Nota: todos os álbuns do 14 Bis ainda com a participação de Flávio Venturini foram lançados pela EMI-Odeon.

### Solo
- 1982 - Nascente (EMI/Odeon)
- 1984 - O Andarilho (EMI/Odeon)
- 1990 - Cidade Veloz (Chorus/Som Livre)
- 1992 - Ao Vivo (Som Livre)
- 1994 - Noites com Sol (Velas) 100.000
- 1996 - Beija-Flor (Velas)
- 1997 - Flavio Venturini e Toninho Horta no Circo Voador (Dubas)
- 1998 - Trem Azul (EMI/Odeon)
- 1999 - Linda Juventude (Som Livre) (lançado em CD e DVD)
- 2003 - Porque Não Tínhamos Bicicleta (Trilhos)
- 2005 - Luz Viva (Trilhos)
- 2005 - Aquela Estrela (Trilhos)
- 2006 - Canção Sem Fim (Trilhos)
- 2009 - Não Se Apague Esta Noite (Trilhos/Som Livre) (lançado em CD e DVD)
- 2013 - Venturini
- 2019 - Paraíso - Flávio Venturini & Orquestra DoContra

### Tributos a Flavio Venturini
- 1995 - Partituras - Jane Duboc